# Nilgirilijstergaai
De nilgirilijstergaai (Montecincla cachinnans; synoniem: Strophocincla cachinnans; synoniem: Garrulax cachinnans) is een zangvogel uit de familie (Leiothrichidae). Het is een bedreigde, endemische vogelsoort  in zuidwestelijk India.

## Kenmerken
De vogel is 20,5 cm lang, egaal gekleurd en lijkt sterk op de keralalijstergaai. Deze lijstergaai heeft echter een geheel kastanjebruine borst en buik en ook rond de oorstreek is de vogel roodbruin.

## Verspreiding en leefgebied
Deze soort is endemisch in zuidwestelijk India in de Nilgiri-bergen in de West-Ghats. Het leefgebied is montaan bos en struikgewas boven de 1200 m boven de zeespiegel. De vogel nestelt in dicht struikgewas in vochtige en schaduwrijke plekken op berghellingen. Veel minder wordt de vogel waargenomen in aangeplant bos.

## Status
De nilgirilijstergaai heeft een zeer beperkt verspreidingsgebied en daardoor is de kans op uitsterven aanwezig. De grootte van de populatie is niet gekwantificeerd maar de populatie-aantallen nemen af door habitatverlies. Het leefgebied wordt aangetast door omzetting van natuurlijk bos in plantages van uitheemse houtsoorten of ander agrarisch gebruik en menselijke bewoning. Om deze redenen staat deze soort als gevoelig op de Rode Lijst van de IUCN.